# Tällvattstjärnen
Tällvattstjärnen är en sjö i Bjurholms kommun i Ångermanland och ingår i Öreälvens huvudavrinningsområde. Sjön har en area på 0,0464 kvadratkilometer och ligger 262,9 meter över havet. Sjön avvattnas av vattendraget Tällvattstjärnbäcken.

## Delavrinningsområde
Tällvattstjärnen ingår i det delavrinningsområde (710729-165070) som SMHI kallar för Utloppet av Tällvattstjärnen. Medelhöjden är 336 meter över havet och ytan är 10,19 kvadratkilometer. Räknas de 2 avrinningsområdena uppströms in blir den ackumulerade arean 15,3 kvadratkilometer. Tällvattstjärnbäcken som avvattnar avrinningsområdet har biflödesordning 4, vilket innebär att vattnet flödar genom totalt 4 vattendrag innan det når havet efter 130 kilometer. Avrinningsområdet består mestadels av skog (96 procent). Avrinningsområdet har 0,27 kvadratkilometer vattenytor vilket ger det en sjöprocent på 2,7 procent.